# Ghiandone
Il Ghiandone è un torrente della provincia di Cuneo; è il primo affluente di un certo rilievo in sinistra idrografica del Po.
A monte di Barge prende il nome di Torrente Infernotto e bagna l'omonima valle alpina; il perimetro del suo bacino è di 54 km.

## Percorso

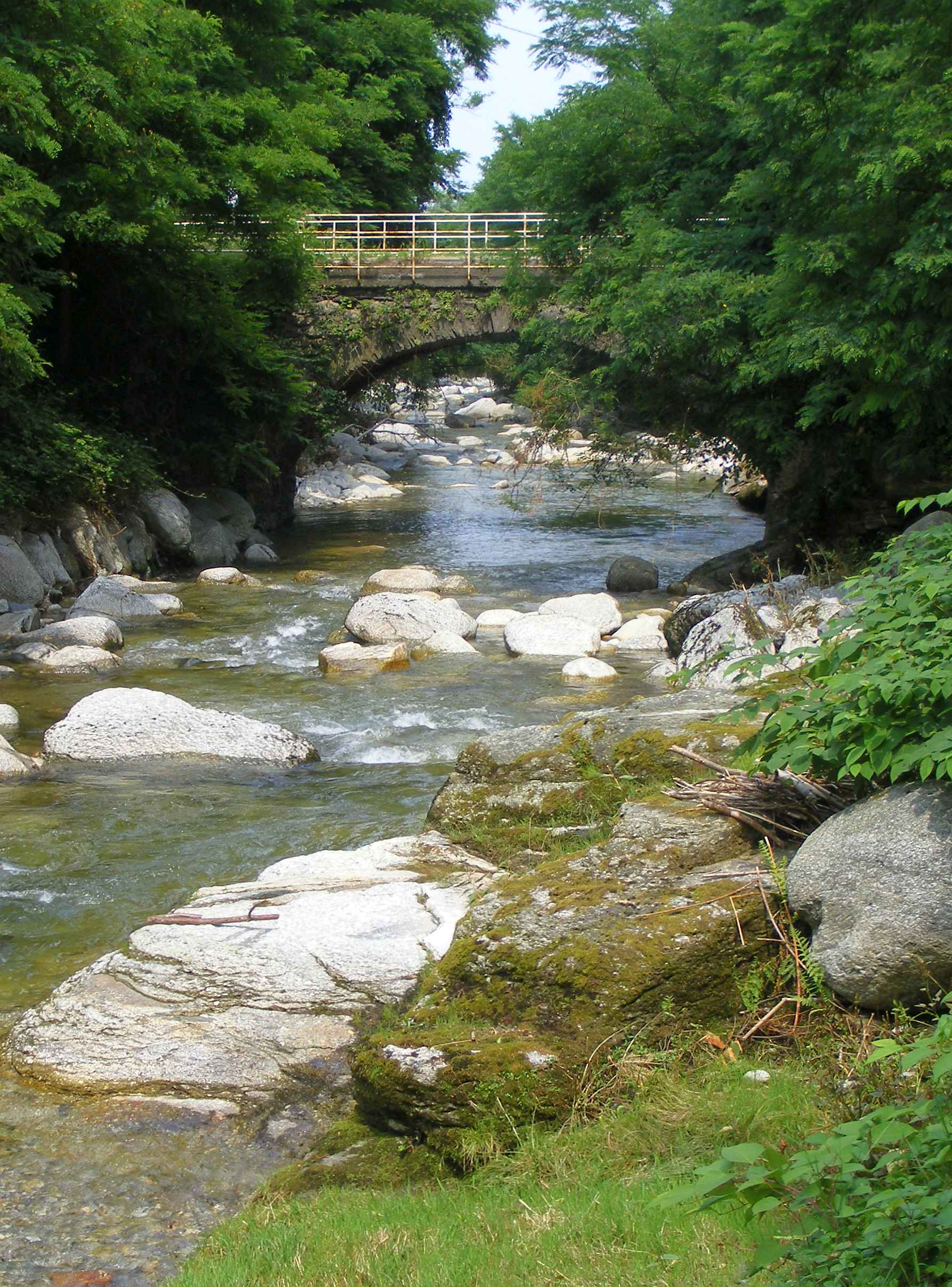
Barge: il ponte della Madonna delle Combe

Il torrente nasce con il nome di Rio Rocca Nera sul versante orientale della Punta Ostanetta quindi, scendendo verso est, prende il nome di Torrente Infernotto e raccoglie le acque della valle omonima. Raggiunto il centro di Barge riceve da destra la confluenza del Rio Chiappera e cambia ancora il nome in quello di Torrente Ghiandone, che conserverà fino alla confluenza nel Po. Dopo avere sfiorato le estreme propaggini settentrionali del Monte Bracco esce nella pianura saluzzese e segna per un certo tratto il confine tra il comune di Barge e quelli di Envie e Revello.
Poco a nord dell'abbazia di Staffarda riceve da sinistra il suo principale affluente, il Torrente Grana di Bagnolo. Confluisce infine nel Po a quota 260 m nel punto dove convergono i territori comunali di Cardè, Revello e Barge.

## Principali affluenti
- In sinistra idrografica:
  - Grana di Bagnolo: nasce attorno a quota 1300 m s.l.m. nei pressi della stazione sciistica di Montoso (Bagnolo Piemonte) e dirigendosi verso est forma una breve valletta aperta verso la pianura. Lambito il capoluogo comunale piega leggermente verso sud e riceve in sinistra idrografica il contributo del Rio Rivodolfo. Serpeggiando nelle campagne di Bagnolo a breve distanza dal Rio Secco (un breve torrente che confluisce autonomamente nel Po) raggiunge infine il Ghiandone a quota 266 non lontano dall'Abbazia di Staffarda.
- In destra idrografica:
  - Rio Chiappera: dalla zona della Colletta di Paesana (o Colletta di Barge) scende verso nord raccogliendo le acque provenienti dalle pendici nord-occidentali del Monte Bracco. Confluisce a quota 336 nel Torrente Infernotto nei pressi del centro di Barge dando origine al Ghiandone;
  - Rio Candellero: raccoglie le acque che scendono dalla zona nord-orientale del Monte Bracco convogliandole nel Ghiandone che raggiunge presso Case Moiazzole (272 m).

## Stato ambientale
Le acque del Ghiandone alla confluenza con il Po sono di qualità relativamente elevata e il loro apporto migliora notevolmente lo stato ambientale del fiume, molto compromesso dall'inquinamento dovuto agli scarichi dei centri abitati del Saluzzese.
Proprio per la buona qualità delle sue acque il torrente è ricco di pesci, anche se negli ultimi anni la situazione è lievemente peggiorata per la saltuaria presenza di liquame suino e per alcuni malfunzionamenti del depuratore di Barge.